# Evil Heat
Evil Heat (в переводе с англ. — «Зловещая жара») — седьмой студийный альбом шотландского музыкального коллектива Primal Scream, выпущенный 5 августа 2002 года.

## Список композиций
1. «Deep Hit of Morning Sun» — 3:44
2. «Miss Lucifer» — 2:28
3. «Autobahn 66» — 6:15
4. «Detroit» — 3:03
5. «Rise» — 4:21
6. «The Lord Is My Shotgun» — 3:56
7. «City» — 3:22
8. «Some Velvet Morning» (Ли Хезлвуд) — 3:40
9. «Skull X» — 3:52
10. «A Scanner Darkly» — 4:30
11. «Space Blues #2» — 2:28

## Участники записи
- Primal Scream:
  - Бобби Гиллеспи — вокал
  - Роберт Янг — гитара
  - Эндрю Иннес — гитара
  - Мартин Даффи — клавишные
  - Даррин Муни — ударные
  - Гари Маунфилд — бас-гитара
- Kevin Shields — продюсер, гитара («City»)
- Two Lone Swordsmen (Andrew Weatherall & Keith Tenniswood) — продюсирование
- Mads Bjeurk — звукорежиссер
- Phil Mossman — губная гармоника («Miss Lucifer»)
- Jagz Kooner — продюсирование («Miss Lucifer»)
- Chris Mackin — бас-гитара («Autobahn 66»)
- Marco Nelson — вокал («Autobahn 66»)
- Jim Reid — вокал («Detroit»)
- Darren Morris — синтезатор («Rise»)
- Роберт Плант — губная гармоника («The Lord Is My Shotgun»)
- Raj Daf — звукорежиссер («City»)
- Brendan Lynch — синтезатор («City»)
- Кейт Мосс — вокал («Some Velvet Morning»)
- Ли Хезлвуд — текст («Some Velvet Morning»)
- Paul Harte — гитара («Skull X»)
- EyeWire/Getty Images, Digital Vision, Richard Peterson, Hulton Archive/Getty Images, Getty Images, Karlheinz Weinberger — фото
- House at Intro — дизайн, оформление